# Francisco Urbina y Jado
Francisco Urbina y Jado (Guayaquil, 14 de septiembre de 1859 - Valparaíso, 20 de enero de 1926) fue un economista y banquero ecuatoriano considerado una de las figuras políticas más influyentes durante la plutocracia liberal del siglo XX.

## Biografía
Francisco Urbina y Jado nació en la ciudad de Guayaquil el 14 de septiembre de 1859. Fue hijo del matrimonio conformado por el expresidente José María Urbina (1852-1856) y su esposa Teresa Jado.
Estudió economía para posteriormente ingresar en el Banco Comercial y Agrícola de Guayaquil ocupando la segunda gerencia en 1902 y la gerencia general en 1911.
El papel hegemónico del Banco Comercial y Agrícola no se limitó al plano económico, pues también penetró en la política. Su principal funcionario, Francisco Urbina y Jado, era el encargado de nombrar la listas de candidatos que triunfaban en las elecciones mediante fraude electoral durante el llamado período plutocratico bancario iniciado en 1912.
La Revolución Juliana del 9 de julio de 1925 produjo el destierro de Francisco Urbina y Jado y la caída del Banco Comercial y Agrícola.
Francisco Urbina y Jado fallecería en la ciudad de Valparaíso el 20 de enero de 1926 producto de un infarto.

## Homenajes y distinciones
- En Guayaquil, existe un busto en su honor colocado en el parterre central de la Avenida Nueve de Octubre y Avenida Machala.